# Jāyezān (ort i Iran)
Jāyezān (persiska: جایزان) är en ort i Iran.   Den ligger i provinsen Khuzestan, i den centrala delen av landet, 600 km söder om huvudstaden Teheran. Jāyezān ligger 168 meter över havet och antalet invånare är 1 953.
Terrängen runt Jāyezān är varierad.Runt Jāyezān är det ganska tätbefolkat, med 60 invånare per kvadratkilometer. Närmaste större samhälle är Omīdīyeh, 19,2 km sydväst om Jāyezān. Trakten runt Jāyezān är ofruktbar med lite eller ingen växtlighet.